# Поштова індексація України

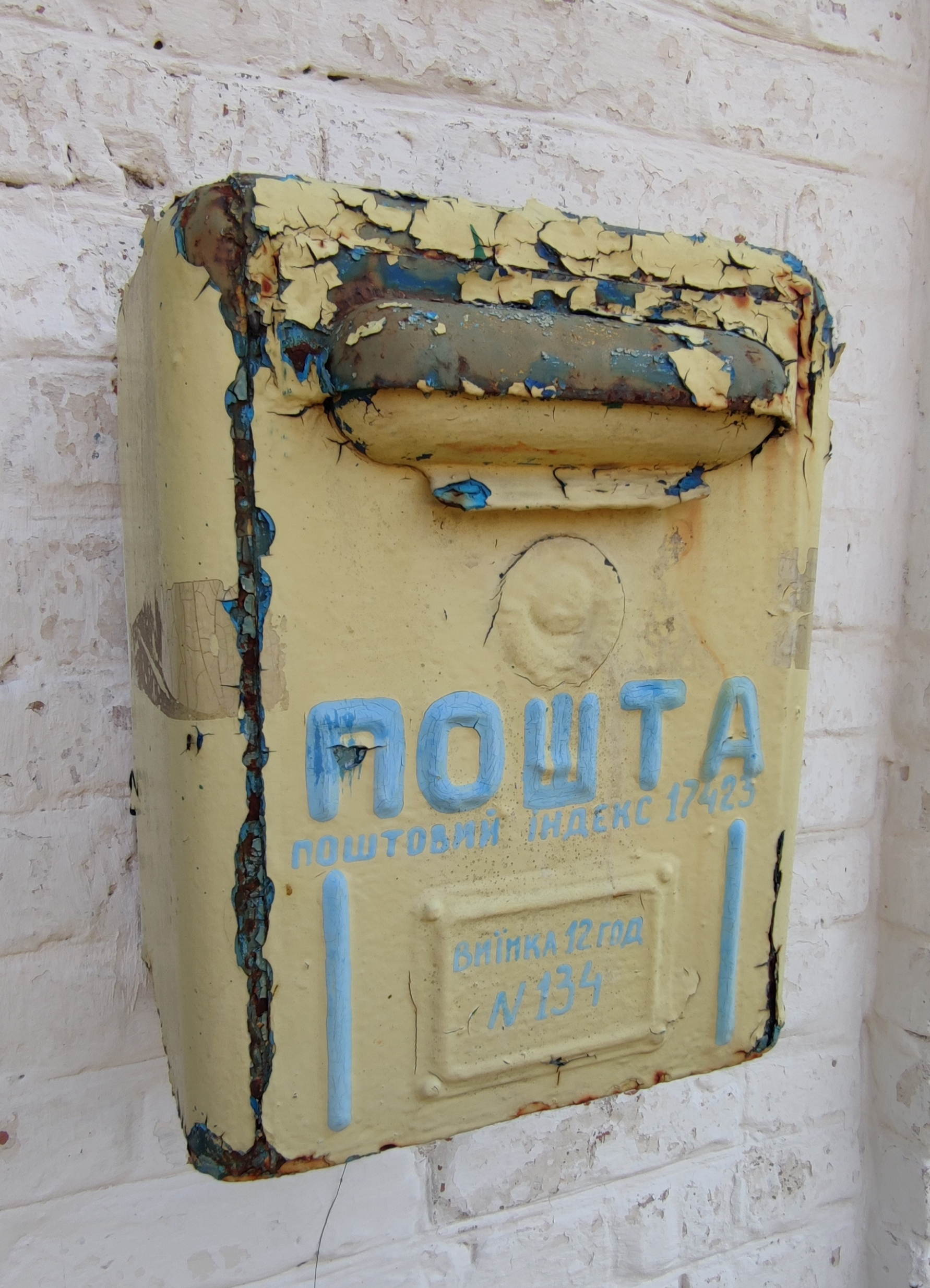
Індекс на поштовій скринці з часів СРСР

Поштова індексація України розроблена на основі п'ятицифрових кодів, і її використовують для пришвидшення сортування та доставляння поштових відправлень.
Поштові індекси в Україні присвоєні всім населеним пунктам незалежно від наявності чи відсутності в них відділень зв'язку.
П'ятизначну поштову індексацію в Україні було запроваджено наказом Державного комітету зв'язку та інформатизації України 18 листопада 1999 року.

## Перші дві цифри поштового індексу
Перші дві цифри поштового індексу в Україні змінюються від 01 до 99 (00 на перших двох позиціях не використовують), і позначають адміністративні одиниці державного підпорядкування:
1. Місто Київ — з урахуванням величини та особливого столичного статусу для нього виділені індексові множини, що починаються з цифр 01-06;
2. Області України — кожній з областей відповідають кілька пар цифр (від трьох до п'яти), при цьому найменше число використовують для поштової індексації на території, якою керує міська адміністрація обласного центру;
3. Автономна Республіка Крим — система індексації, аналогічна такій в областях;
4. Місто Севастополь — поштові індекси починаються з пари цифр «99».

Окрім того, як виняток, окрема пара перших двох цифр поштового індексу («50») присвоєна місту Кривий Ріг Дніпропетровської області.

### Приклад
- 68 — Одеська область, райони південної частини.

### Перелік поштових індексів по областях
| Область                   | Перші дві цифри індекса |
| ------------------------- | ----------------------- |
| Автономна Республіка Крим | 95-98                   |
| Вінницька область         | 21-24                   |
| Волинська область         | 43-45                   |
| Дніпропетровська область  | 49-53                   |
| Донецька область          | 83-87                   |
| Житомирська область       | 10-13                   |
| Закарпатська область      | 88-90                   |
| Запорізька область        | 69-72                   |
| Івано-Франківська область | 76-78                   |
| Київ                      | 01-06                   |
| Київська область          | 07-09                   |
| Кіровоградська область    | 25-28                   |
| Луганська область         | 91-94                   |
| Львівська область         | 79-82                   |
| Миколаївська область      | 54-57                   |
| Одеська область           | 65-68                   |
| Полтавська область        | 36-39                   |
| Рівненська область        | 33-35                   |
| Севастополь               | 99                      |
| Сумська область           | 40-42                   |
| Тернопільська область     | 46-48                   |
| Харківська область        | 61-64                   |
| Херсонська область        | 73-75                   |
| Хмельницька область       | 29-32                   |
| Черкаська область         | 18-20                   |
| Чернівецька область       | 58-60                   |
| Чернігівська область      | 14-17                   |

## Третя цифра індексу територій адміністративного утворення
Третя цифра індексу вказує на адміністративні одиниці нижчого рівню: сільські райони та міста обласного підпорядкування.

### Приклад
- 683 — Одеська область, Кілійський район;
- 680 — Одеська область, місто обласного підпорядкування Чорноморськ.

## Четверта та п'ята цифри індексу
Вказують номери підпорядкованих їм відділень зв'язку або населених пунктів. При цьому для позначення поштамтів використовують індекси з нулями в третій-п'ятій цифрі («000»);
Для позначення міських та районних вузлів зв'язку використовують індекси з четвертою та п'ятою цифрами «00»;
Для позначення міських відділень зв'язку в обласних центрах, центрі Автономної республіки Крим, Києві та Севастополі використовують третю — п'яту цифри індексу.
Для позначення зональних вузлів, центрів перевезення пошти, призалізничних поштамтів, відділень перевезення пошти використовують індекси з третьою, четвертою та п'ятою цифрами «999».

### Приклад
- 65001 — місто Одеса, поштамт;
- 65029 — місто Одеса, 29-те відділення зв'язку;
- 68300 — Одеська область, Кілійський район, районний вузол зв'язку;
- 68355 — Одеська область, Кілійський район, відділення зв'язку в м. Вилкове.